# Thrill
Unter Thrill (deutsches Lehnwort aus: englisch to thrill = durchbohren, durchdringen, zittern machen) versteht man in Psychologie und Wagnisforschung ein zwiespältiges Gefühlserlebnis, das sich zwischen Angst und Lust, zwischen Leiden und Freuen, zwischen Gelingen und Misslingen, zwischen Hoffen und Bangen, zwischen negativen und positiven Emotionen hin und her bewegt.

## Begriff
Der englische Buchtitel Thrills and Regressions von Michael Balints tiefenpsychologischem Klassiker wird in der deutschen Ausgabe mit Angstlust und Regression übersetzt. Diese Wiedergabe als „Angstlust“ erfasst bereits wesentliche Komponenten des Thrill, insbesondere die durch ihn bewirkten innermenschlichen Vorgänge. Im Alltagsdeutsch wird der Begriff häufig mit dem eingängigen Wort „Nervenkitzel“ gleichgesetzt, das wiederum nur das Auslösen der Gefühle hervorhebt. Wieder andere verstehen „Thrill“ und „Kick“ als Synonyme. Alle diese Begriffe unterscheiden sich jedoch deutlich und werden im wissenschaftlichen Gebrauch der Fachsprachen, die auf Präzision im Ausdruck angewiesen sind, unterschiedlich definiert. Da eine vollinhaltliche Bedeutungsübertragung in die deutsche Sprache fehlt, wurde der im internationalen wissenschaftlichen Austausch gebräuchliche Begriff „Thrill“ zu einem Lehnwort, das auch im deutschen Text von Balints Buch bevorzugt verwendet wurde.

## Kennzeichen
Die englische Ursprungsbedeutung drückt bereits aus, dass es sich beim Thrill um stark aufwühlende Gefühlserlebnisse handelt. Charakteristisch ist nach Siegbert A. Warwitz eine ambivalente Gefühlslage, bei der eine Hochspannung entsteht, die sich immer wieder entlädt und neu aufbaut. Man kann zutreffend von einer „Achterbahn der Gefühle“ sprechen. Sie wird von entsprechenden Reizen ausgelöst.
Der Thrill kennzeichnet sich durch ein Wechselspiel von Phasen der Anspannung und der Erleichterung, von bedrängenden und befreienden emotionalen Momenten. Die besondere Attraktion ergibt sich aus dem Kontrast der Gefühle, wobei die Erlösung aus der qualvollen Phase als lustvoll erlebt wird. Es wird die Dominanz der positiven Gefühle angestrebt und als Schlusserlebnis erwartet. Im Gegensatz zu der Kurzentladung der Hochspannung im „Kick“ hält dieses Wechselbad der Gefühle über eine längere Zeit, d. h. über die  gesamte Dauer des spannungsgeladenen Geschehens an. Der Thrill kann allerdings auch in einem Kick gipfeln und den Erlebenden damit aus der durchlebten psychischen Beanspruchung in ein spontanes Glücksempfinden entlassen.

## Wortverwandte
Unter einem Thriller versteht man ein abenteuerintensives Ereignis (z. B. eine hoch gefährliche Expedition) oder eine aufregende menschliche Schöpfung (z. B. eine Spuk-Geschichte, einen Horrorfilm, einen Kriminalroman), die beim Erlebenden, beim Leser, Zuhörer oder Zuschauer ein Gefühl des Schauderns, einen Thrill, hervorrufen. Dies wird oft durch das Agieren von unheimlichen Wesen wie Vampiren, Werwölfen, Zombies, Mutanten oder durch schwerstkriminelle Handlungen gefördert. Das Auf und Ab der aufregenden Ereignisse kann sich dabei im psycho-physischen, aber auch im rein psychischen Bereich (Psychothriller) abspielen. Es kann aus innermenschlichen oder aus zwischenmenschlichen Geschehnissen erwachsen. Die Filmindustrie kennt die Varianten des Actionthrillers, des Politthrillers, des Agententhrillers, des Katastrophenthrillers oder des Mysterythrillers.
Die Fachausdrücke Thrill-Suche/ international Thrill-Seeking (Warwitz) oder Sensation Seeking (Zuckerman) markieren ein Bedürfnis nach starken Spannungsreizen. Bei einer Fixierung auf das Thrill-Erleben kann sich auch eine Tendenz zur stetigen Intensivierung und damit die Gefahr einer Suchtentwicklung ergeben.
Der Ausdruck Thrill-Kill etablierte sich  für ein „Töten ohne erkennbares Motiv“, das bei Serienmördern häufig diagnostiziert und auch bereits von Kindern praktiziert wird: Die vagen Aussagen der Täter legen die Vermutung nahe, dass das Quälen und langsame Hinrichten ihrer Opfer aus einer perversen Mentalität heraus geschah und eine Thrill-Handlung vorliegt, die Lustgefühle bewirkt. Die Nachrichtendienste dpa, AP, AFP und t-online.de zitieren am 26. Dezember 2012 den amerikanischen Massenmörder William Spengler mit der Aussage: Das, was ich am liebsten tue: Menschen töten. Spengler steckte u. a. Häuser in Brand, um Feuerwehrleute anzulocken, die er aus reiner Mordlust tötete.

## Thrillsuche und Sensation Seeking
Beide Begriffe liegen auf verschiedenen Ebenen, kommen aus unterschiedlichen Wissensgebieten, haben einen jeweils anderen Ansatzpunkt und Bedeutungshintergrund. Sie ergänzen einander hinsichtlich der unterschiedlichen Forschungsansätze und Forschungsziele und sind insofern fachbegrifflich unterscheidbar. Es lassen sich im Wesentlichen zwei Unterschiede festmachen:
- Sensation Seeking ist eher auf der physiologischen Ebene, Thrillsuche vornehmlich auf der psychologischen Ebene angesiedelt. Marvin Zuckerman, der den Begriff "Sensation Seeking" schuf, geht es darum, den unterschiedlichen Reizmechanismus der Menschen zu skalieren, den Michael Balint mit den beiden Typen des Oknophilen und des Philobaten schon grob fixiert hatte. Er will das optimale individuelle Reizniveau empirisch erfassen, ist also vorrangig naturwissenschaftlich orientiert. Bei der geisteswissenschaftlich verankerten Thrill-Suche geht es dagegen mehr um den psychologischen Hintergrund des Handelns in Risikosituationen. Siegbert A. Warwitz, der diesen Ausdruck prägte und begrifflich eine Kontrastierung von Thrillsuche und Skillsuche, von Risiker (Hasardeur) und Wagendem vornahm, interessieren vor allem die Motivationen, die Sinn- und Wertungsfragen, sowie die Analyse der persönlichen und gesellschaftlichen Konsequenzen der beiden sehr unterschiedlichen Einstellungen und Verhaltensweisen.
- Der Forschungsansatz des Sensation Seeking legt zudem ein (relativ stabiles) Persönlichkeitsprofil zugrunde, während es bei dem der Thrillsuche um ein situativ (wechselndes) Verhalten geht.

## Lebenssituationen
Thrill kann im kommerziellen Angebot auf Jahrmärkten und in Vergnügungsparks erlebt werden (Geisterbahnen, Karussells, Gruselkinos).
Es lässt sich in Hochseilgärten, beim Canyoning oder auf Abenteuerreisen z. T. auch erlebnispädagogisch gestalten. Fast alle Outdoor-, aber auch Indoor-Sportarten, bieten an ihren extremen Rändern die Möglichkeit des Thrill-Erlebens.
Das Streben nach dem Thrill gibt es auch am Spieltisch, etwa beim Roulette, wenn es um das wechselnde Gewinnen und Verlieren hoher Einsätze geht. Wesentlich sind die gesuchte hohe psychische Anspannung und das Schwanken der Gefühle in alternierenden Situationen.
In Ermangelung realer Erlebnismöglichkeiten in unseren sicherheitsorientierten Gesellschaften suchen viele Kinder und Jugendliche ihr Bedürfnis nach dem Thrill auch in Computerspielen zu befriedigen. Dazu bietet der Handel ein reiches Angebot von den Actionspielen über die Weltraum-, die Mystery- und Kriegsspiele bis zu den Killerspielen.
Wissenschaftlich am intensivsten untersucht ist das Phänomen des Thrill bei den Extremsportlern und Grenzgängern: Dabei unterscheiden die Wagnisforscher zwischen Menschen, die sich reflektiert, gut vorbereitet, handwerklich kompetent und verantwortungsbewusst hohen Risiken aussetzen (Skill-Sucher), und solchen, die sich eher leichtfertig und unüberlegt in Gefahren begeben (Thrill-Sucher).
Kinder, Jugendliche und Erwachsene, sicherheitsbedürftige Normalbürger und Philobaten haben bei dem Wunsch nach dem Thrill-Erleben unterschiedliche Ansatzpunkte und Ansprüche. Die Motivation geht aber immer von einem in den meisten Menschen verankerten Abenteuer- und Spannungsbedürfnis aus, das ein Erlebnisfeld sucht.

## Gesellschaftliche Akzeptanz
Die gut besuchten Vergnügungsparks, die erfolgreiche Abenteuertouristik und das breite Funsport-Angebot bis hin zu den Extremsportarten sind Indizien für ein hohes menschliches  Bedürfnis nach Thrill-Erleben, das einen Kontrast bietet zu dem oft eintönigen  Berufsalltag. Es schafft die Gelegenheit, sich selbst intensiver zu spüren, seine Wagnisbereitschaft und Grenzen auszutesten, mit Gleichgesinnten Emotionen freizusetzen und Spaß zu haben. Die Wagnisforschung befasst sich auch mit den ethischen Grundlagen gefahrenträchtigen Verhaltens. Nach Warwitz oder Zuckerman bedarf das Thrill-Erleben keiner ethischen Überhöhung. Es rechtfertige sich bereits aus dem natürlichen und dadurch legitimen Bedürfnis der Menschen nach Spannung und Abenteuer und sei so lange nicht kritikwürdig, wie Leben, Gesundheit und Sachwerte nicht geschädigt würden und der Abenteuerdrang nicht zur Sucht ausarte. Auf dieser Basis bestehen auch die internationalen Alpenvereine (Union Internationale des Associations d’Alpinisme (UIAA)) auf einem verantwortlich wahrgenommenen Recht auf Risiko im Bergsport.

## Einzelbelege
1. ↑  Gerhard Wahrig: Deutsches Wörterbuch. Gütersloh 1970. Spalte 3562.
2. ↑  Michael Balint: Thrills and Regressions. London 1959.
3. ↑  Siegbert A. Warwitz: Wenn Weh und Wonne wechseln. In: Ders.: Sinnsuche im Wagnis. Leben in wachsenden Ringen. Erklärungsversuche für grenzüberschreitendes Verhalten. 3., erweiterte Auflage. Verlag Schneider. Baltmannsweiler 2021. S. 142–155.
4. ↑  Georg Seeßlen: Thriller. Kino der Angst. Schüren. Marburg 1995.
5. ↑  Peter Murakami, Julia Murakami: Lexikon der Serienmörder. 450 Fallstudien einer pathologischen Tötungsart. 7. Auflage. München 2001.
6. ↑  Siegbert A. Warwitz: Sinnsuche im Wagnis. Leben in wachsenden Ringen. Erklärungsversuche für grenzüberschreitendes Verhalten. 3., erweiterte Auflage. Verlag Schneider. Baltmannsweiler 2021. S. 293 und 336.
7. ↑  Sacha-Roger Szabo: Rausch und Rummel. Attraktionen auf Jahrmärkten und in Vergnügungsparks. Eine soziologische Kulturgeschichte. Transcript. Bielefeld 2006.
8. ↑  A. Kraft, G. Ortmann (Hrsg.): Computer und Psyche. Angst-Lust am Computer. Frankfurt 1988.
9. ↑  Siegbert A. Warwitz: Sensationssucht oder Sinnsuche. Thrill oder Skill. In: Ders.: Sinnsuche im Wagnis. Leben in wachsenden Ringen. Erklärungsversuche für grenzüberschreitendes Verhalten. 3., erweiterte Auflage. Verlag Schneider. Baltmannsweiler 2021. S. 296–308.
10. ↑  Andreas Huber: Das Leben als Thriller. Nervenkitzel oder Glückssache? In: Psychologie heute 6(1994) S. 64–69.
11. ↑  Horst W. Opaschowski: „Thrilling“ als neue Freizeitbewegung. In: Ders.: Freizeit 2001 (Projektstudie). Hamburg 1992. S. 50–54.
12. ↑  Wagnis muss sich lohnen (PDF; 637 kB). bergundsteigen. at. Innsbruck 2011.
13. ↑  Marvin Zuckerman: Behavioral Expressions and Biosocial Bases of Sensation Seeking. Cambridge 1994.
14. ↑  Andi Dick: Vom Recht auf Risiko. In: Berg 2012. Alpenvereinsjahrbuch. Tyrolia. München-Innsbruck-Wien-Bozen 2012. S. 186–195.